# Hadena luteocincta
Hadena luteocincta is een vlinder uit de familie uilen (Noctuidae). De wetenschappelijke naam is voor het eerst geldig gepubliceerd in 1834 door Rambur.
De soort komt voor in Europa.